# Golf (film)
 For alternative betydninger, se Golf (flertydig). (Se også artikler, som begynder med Golf)
Golf er en amerikansk stumfilm fra 1922 af Larry Semon og Tom Buckingham.

## Medvirkende
- Larry Semon
- Lucille Carlisle
- Al Thompson
- Oliver Hardy
- Vernon Dent
- William Hauber som  Mr. Dub
- Eva Thatcher som  Mrs. Dub